# Mambajao
Mambajao is een gemeente in de Filipijnse provincie Camiguin. Het is de hoofdstad van die provincie. Bij de laatste census in 2007 had de gemeente ruim 35 duizend inwoners.

## Geografie

### Bestuurlijke indeling
Mambajao is onderverdeeld in de volgende 15 barangays:
| - Agoho - Anito - Balbagon - Baylao - Benhaan - Bug-ong - Kuguita - Magting | - Naasag - Pandan - Poblacion - Soro-soro - Tagdo - Tupsan - Yumbing |

## Demografie
Mambajao had bij de census van 2007 een inwoneraantal van 35.308 mensen. Dit zijn 4.502 mensen (14,6%) meer dan bij de vorige census van 2000. De gemiddelde jaarlijkse groei komt daarmee uit op 1,90%, hetgeen lager is dan het landelijk jaarlijks gemiddelde over deze periode (2,04%). Vergeleken met de census van 1995 is het aantal mensen met 7.538 (27,1%) toegenomen.

De bevolkingsdichtheid van Mambajao was ten tijde van de laatste census, met 35.308 inwoners op 89 km², 396,7 mensen per km².

## Geboren in Mambajao
- Pedro Romualdo (29 juni 1935), gouverneur en afgevaardigde van Camiguin (overleden 2013).